# Super Bock
Super Bock är ett portugisiskt öl tillverkat av Unicer. Den största konkurrenten heter Sagres. År 2010 hade Super Bock 43 procent av den portugisiska ölmarknaden.

## Ext länkar
- Om "Super Bock" på Unicers webbplats